# Бирнам
Бирнам (англ. Birnam) — небольшая деревня в Великобритании. Входит в округ Перт-энд-Кинросс в Шотландии.

## География
Расположена на левом берегу реки Тей, в 19 км к северу от Перта на автодороге A9, главном туристическом маршруте через Пертшир, в районе Шотландии, который называют Страной больших деревьев.

## История
Деревня возникла в викторианскую эпоху с появлением железной дороги в 1856 году, хотя местность и название хорошо известны благодаря Уильяму Шекспиру, который упомянул Бирнамский лес в своей знаменитой пьесе «Макбет».
«Пока на Дунсинанский холм в поход Бирнамский лес
деревья не пошлет, Макбет несокрушим».Шекспир, «Макбет», перевод Ю. Корнеева
До строительства железной дороги единственным значительным зданием на месте нынешней деревни была церковь прихода Литтл-Данкелд, которая до сих пор стоит на своём изначальном месте на деревенском кладбище. Данкелд, в монастырь которого Кеннет, первый король Шотландии, перенёс останки святого Колумбы примерно в середине IX в. и который примечателен своим собором, лежит на противоположном берегу реки.

## Достопримечательности
В нескольких сотнях метров от центра Бирнама, в поместье Мертли, растёт древнее дерево, Бирнамский дуб (Quercus petraea). Известно под традиционным названием «Дерево палача». Бирнамский дуб считается единственным оставшимся деревом из упомянутого Шекспиром Бирнамского леса.
Помимо выставки и сада, посвящённого творчеству писательницы Беатрикс Поттер, в Бирнаме есть общественный Бирнамский центр искусств, включающий в себя также библиотеку.

## Бирнамский лес

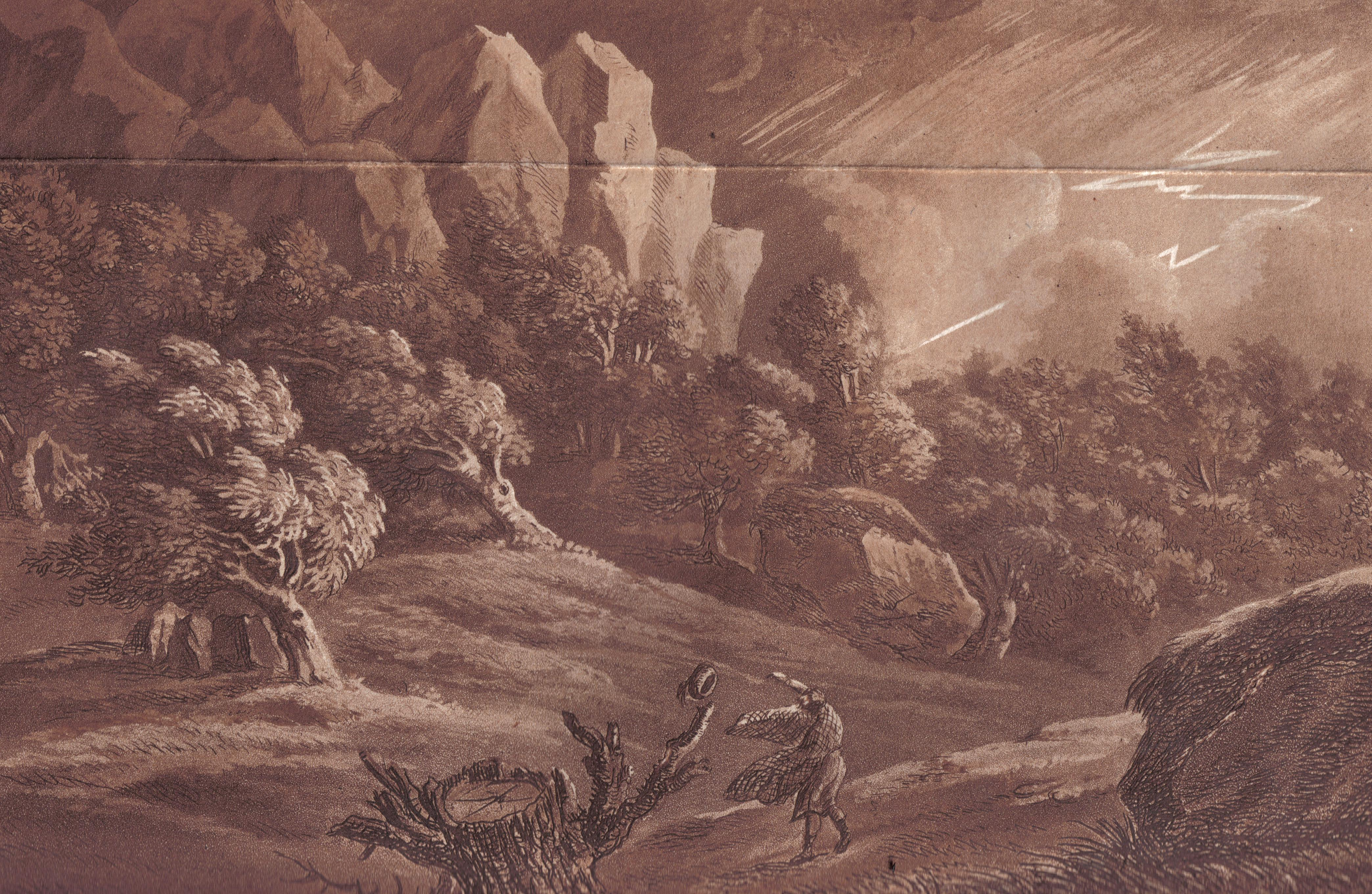
Бирнамский лес, гравюра, 1800 г.

В пьесе Шекспира «Макбет» лес, который вероятно располагался в том числе и на территории современного Бирнама, играет свою роль в сюжете. В ходе его развития, узурпатор Макбет выслушивает три пророчества духов, вызванных для него ведьмами. Третье пророчество утверждает, что «Макбет не будет побеждён, пока Бирнамский лес не пойдёт на Дунсинанский замок». Макбет приходит в восторг от предсказаний — ему некого и нечего бояться, ведь «лес не может пойти на войну». Однако, по прошествии времени, враги Макбета объединяются вокруг принца Малькольма и выступают в поход, чтобы захватить его в Дунсинане. В Бирнамском лесу принц Малькольм отдаёт приказ своим солдатам: пусть каждый срубит ветку и несёт перед собой, чтобы скрыть от разведчиков численность нападающих. К Макбету является гонец со странной и страшной вестью — Бирнамский лес двинулся на замок. Макбет терпит поражение и гибнет.
Исторической основой данного эпизода послужили события 1054 года, когда английское войско во главе с Сивардом вторглось в Шотландию с целью реставрации короля Малькольма III. Ему удалось разбить войска короля Макбета и захватить крепость Дунсинан.

## Галерея

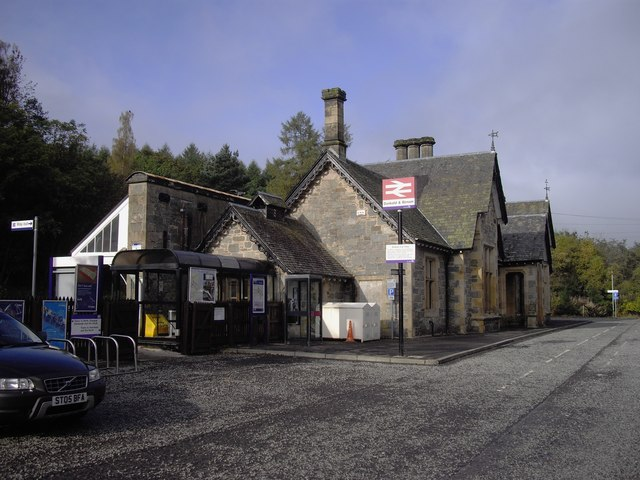
Железнодорожная станция
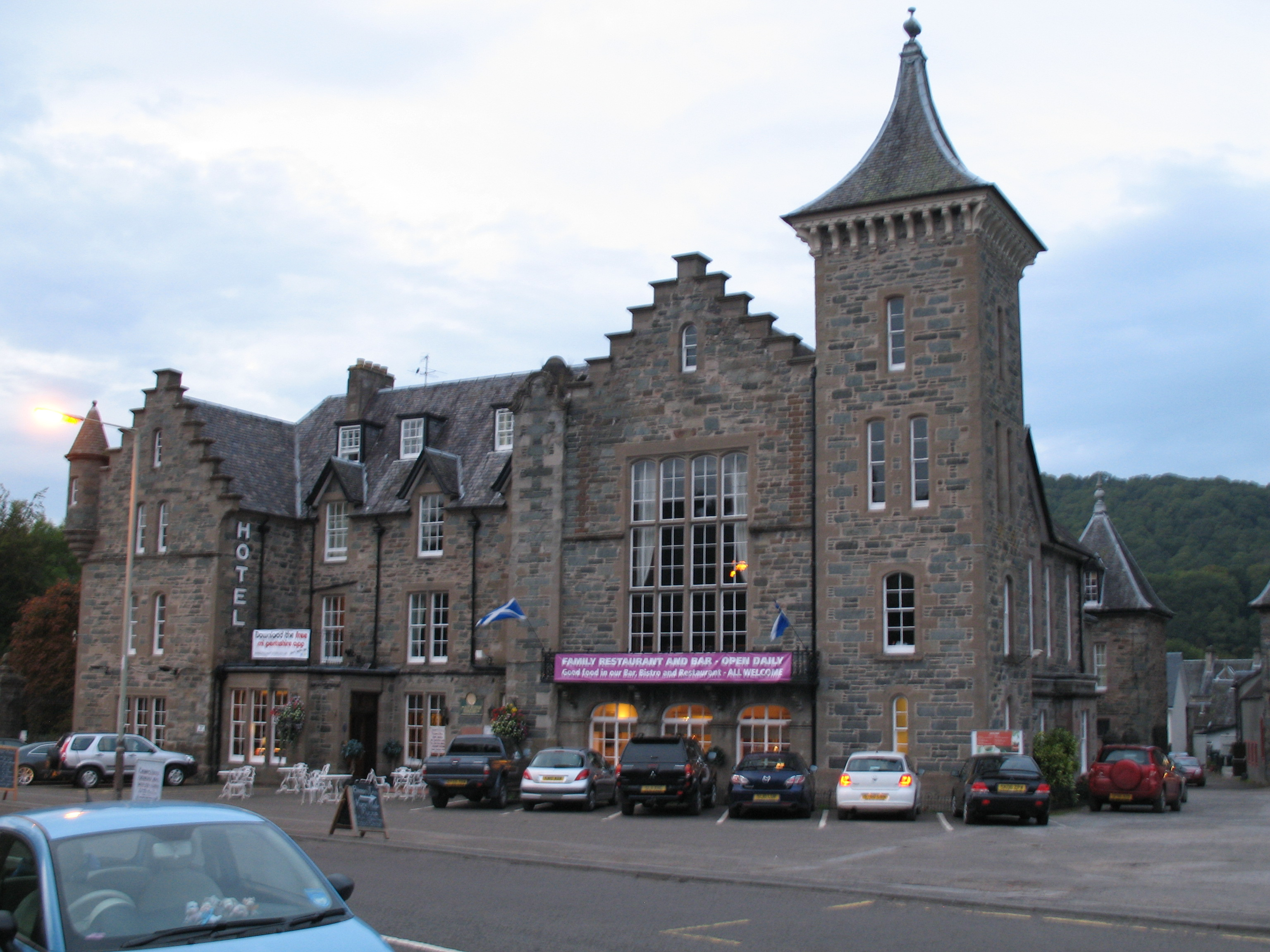
Отель
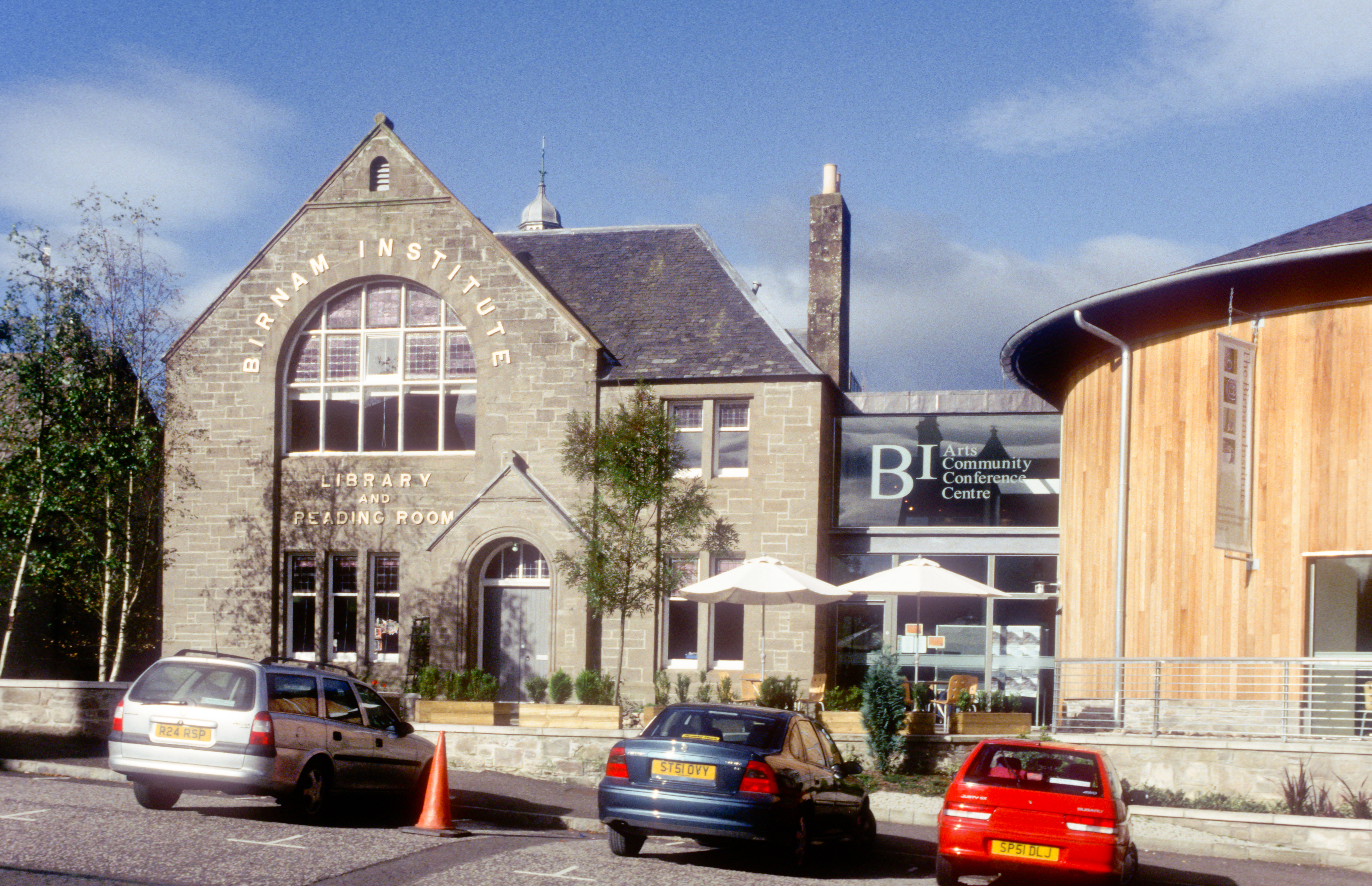
Центр искусств
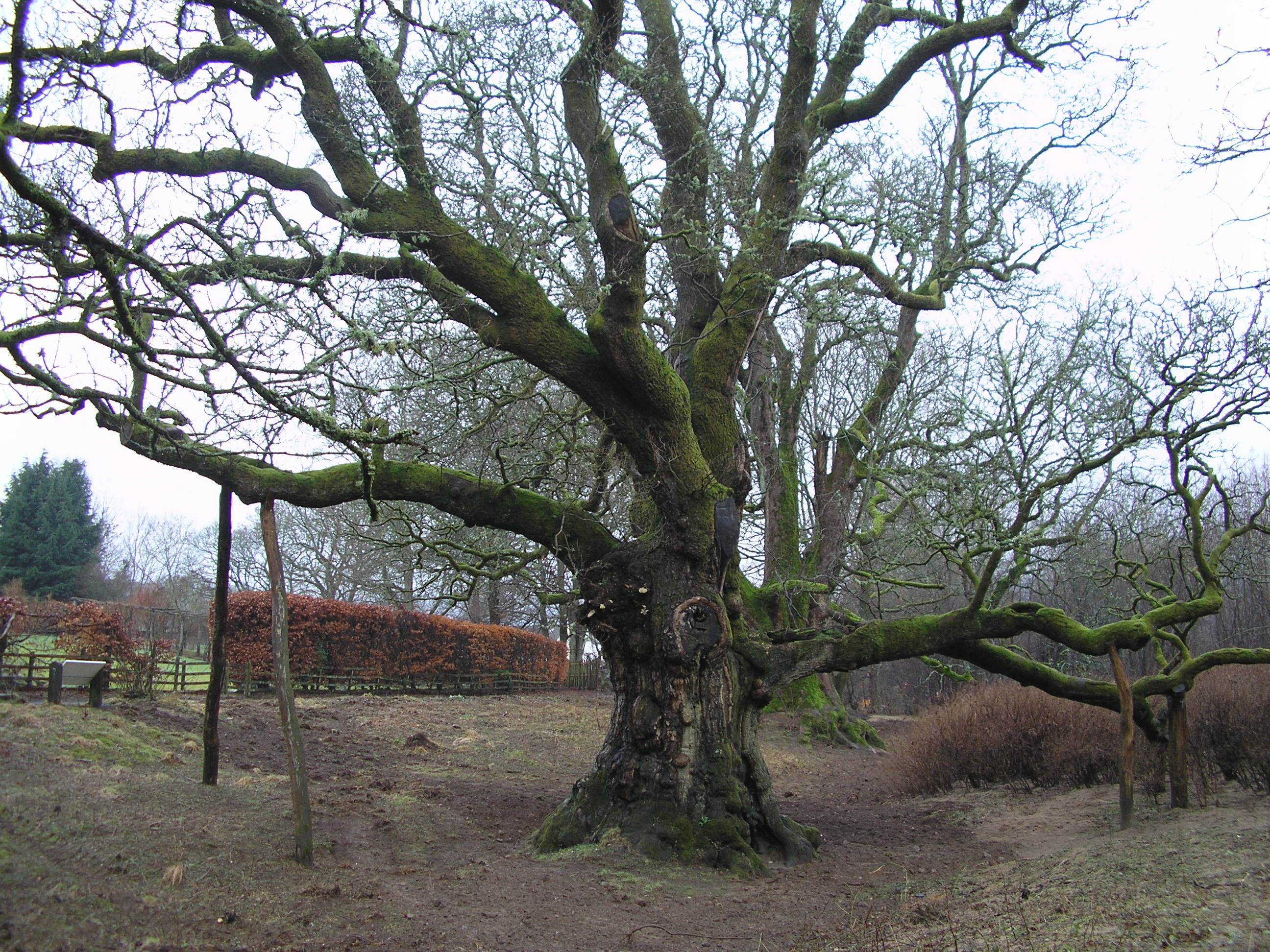
Бирнамский дуб